# Lettera del Prete Gianni
La Lettera del Prete Gianni è un'epistola in latino risalente alla fine del XII secolo con la quale un misterioso personaggio, Prete Gianni, sedicente re e sacerdote di una terra orientale, descrive il proprio regno; questa lettera ha interessato per secoli storici, cronisti e scrittori, tanto che furono numerose le traduzioni o le rielaborazioni del testo originale; il mito è rimasto tale nei secoli e anche in epoca contemporanea ha interessato scrittori e storici.

## Storia
Nulla di più di quanto riportato nella lettera venne riportato fino al 1165 circa quando copie di quella che probabilmente era un falso della lettera iniziarono a diffondersi in tutta Europa. Vi si narrava con toni da favola epistolare e contenuti che portano a pensare che l'autore fosse a conoscenza di un'opera di fantasia su Alessandro Magno e degli Atti di Tommaso, presumibilmente scritta per l'imperatore bizantino Manuele I Comneno dal sedicente Prete Gianni, che asseriva di essere discendente di uno dei Tre Magi e re dell'India.
La descrizione delle meraviglie e della ricchezza che raccontava di possedere catturò l'immaginazione degli europei e portò alla traduzione in numerose lingue, incluso l'ebraico. Circolò per secoli in forma sempre più abbellita da manoscritti, di cui esistono ancora esempi. L'invenzione della stampa perpetuò la popolarità della lettera in forma stampata; era ancora attuale nella cultura popolare durante il periodo delle esplorazioni europee. La lettera portò a credere che esistesse un regno di cristiani nestoriani da qualche parte nell'Asia centrale.
La credibilità data ai rapporti fu tale che papa Alessandro III inviò una lettera al sedicente Prete Gianni il 27 settembre 1177 ma non si ha riscontro di una eventuale risposta. La lettera continuò a circolare sempre più modificata col tempo. Nei tempi moderni, l'analisi testuale della variante ebraica della lettera ha suggerito un'origine tra gli ebrei del nord Italia o della Linguadoca: diverse parole italiane sono rimaste nei testi ebraici. Ad ogni modo, l'autore della Lettera era molto probabilmente un occidentale.

## Contenuto
Protocollo. La missiva è indirizzata a Manuele I Comneno, Imperatore romano d'Oriente. Mittente è il leggendario Presbiter Iohannes, che si presenta attribuendosi, in deroga al topos modestiae proprio del genere epistolare, il titolo di Dominus Dominantium, Signore dei Signori.
Motivo della lettera. L'estensore della missiva ha saputo per mezzo del primo ministro che il suo destinatario ha intenzione di inviargli un dono: se ne rallegra e gli chiede di accettare a sua volta i doni che egli vorrà inviargli. L'atteggiamento del Prete Gianni si fa ancora più sprezzante: rimprovera il suo destinatario di farsi onorare come un dio da parte dei suoi sudditi, e li chiama graeculi, miseri greci. Mette in primo piano la propria eccezionale generosità dichiarandosi pronto a donargli qualunque cosa egli desideri; lo invita a recarsi presso i propri domini, ricchi di ogni genere di beni; lo esorta a ricordarsi di essere un mortale e perciò di non cadere nel peccato.
Il Prete Gianni si presenta. Si dichiara il più grande dei sovrani esistenti sulla terra; settantadue re gli sono tributari. È un cristiano devoto e aiuta tutti i cristiani del suo regno con generose elemosine. Si propone di bandire una crociata per liberare il sepolcro di Cristo dai suoi nemici.
Il Prete Gianni presenta il suo regno. Il regno del Prete Gianni si estende sulle tre indie, dove è collocata la tomba di San Tommaso apostolo, e da lì giunge fino al punto in cui sorge il sole. Settantadue province gli sono tributarie, e tra queste, solo poche sono cristiane. Il regno del Prete Gianni è ricco di animali esotici: elefanti, dromedari, cammelli, ippopotami, coccodrilli; e anche di creature straordinarie: metagallinari, cameterni, cicale mute, grifoni, sagittari, fauni, satiri, pigmei, cinocefali, giganti, monoculi, ciclopi ed altri.
| Gli antropofagi |
| --- |

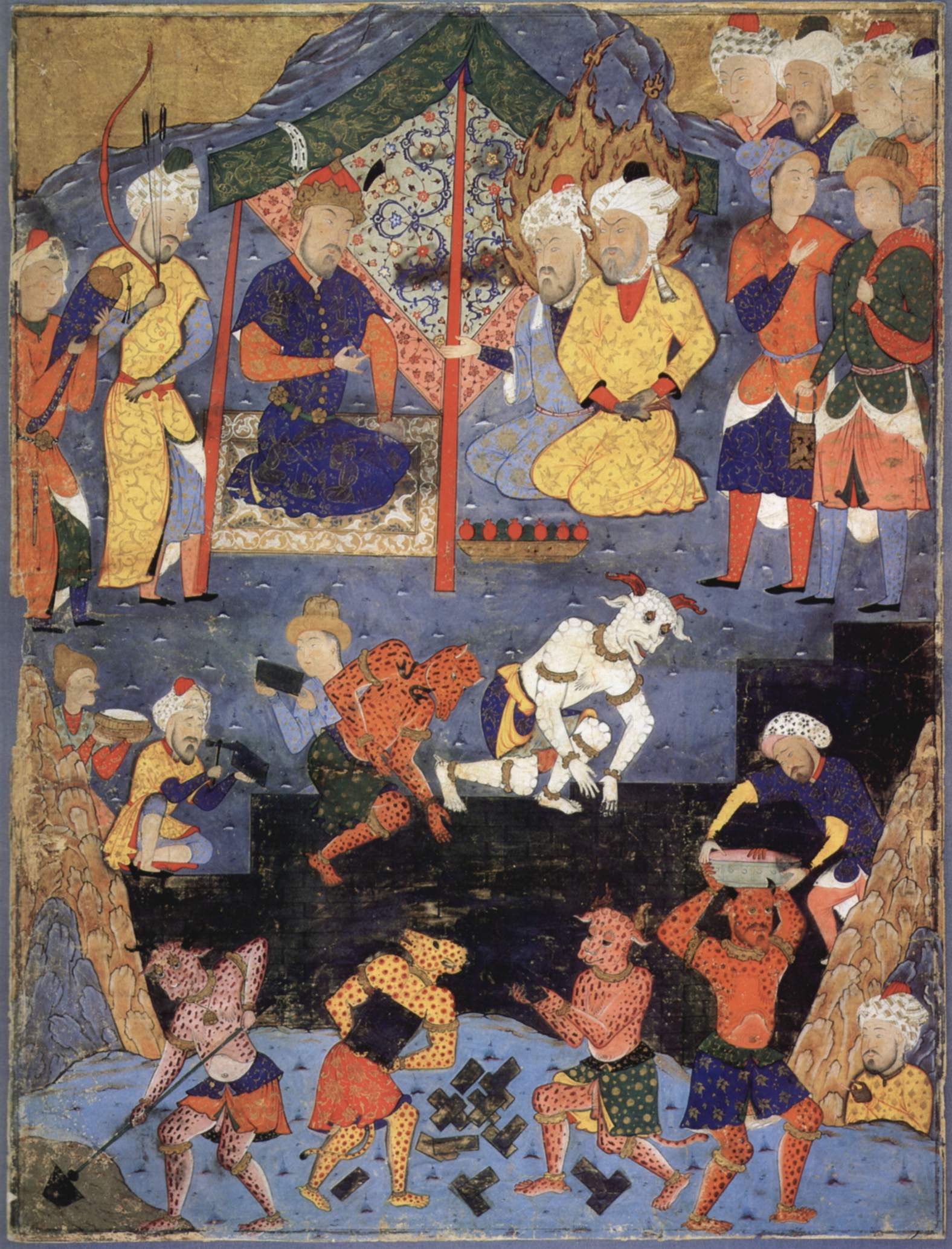
Gog e Magog relegate al di là delle mura

| Le popolazioni cannibali. Nel regno del Prete Gianni ci sono popoli che si nutrono di sola carne sia animale che umana, e quando qualcuno muore, amici e familiari se lo mangiano. Tra queste popolazioni vi sono anche Gog e Magog, e sono le stesse che Alessandro Magno ha recluso al di là delle alpi caucasiche con le Porte di Alessandro. Il Prete Gianni si serve di loro. All'occorrenza il Prete Gianni si serve di queste feroci popolazioni per sterminare i propri nemici. Quando questi sono stati tutti divorati, i cannibali vengono riaccompagnati nelle loro sedi in modo che non possano nuocere anche agli stessi sudditi del Prete Gianni. Giudizio universale. I Cannibali usciranno dalle loro regioni il giorno del giudizio universale per distruggere tutte le città del mondo; alla fine anche i cannibali stessi, a causa della loro iniquità, verranno annientati da Dio e ridotti in cenere. |

Animali pericolosi. Nella terra del Prete Gianni scorrono fiumi di latte e miele e non vi è traccia di animali velenosi o pericolosi.
Pietre preziose. Scorre un fiume che esce dal paradiso terrestre e porta con sé pietre preziose: smeraldi, zaffiri, topazi, ametiste e molte altre.
L'assenzio. Vi si trova inoltre la radice di una pianta chiamata Assenzio: a chi la porta con sé dà il potere di scacciare gli spiriti maligni.
Il pepe. In quella terra crescono tutte le varietà di pepe, in grandissima quantità, che viene scambiato con ogni altro genere alimentare. Vi è anche un bosco dove risiedono molti serpenti: quando il pepe che vi cresce all'interno giunge a maturazione, i sudditi danno fuoco al bosco sicché i serpenti scappano e si nascondono in una caverna. Il pepe disseccato viene raccolto.
| La cacciata dei serpenti |
| --- |
| Quando il pepe giunge e maturazione, le popolazioni circostanti pongono attorno al bosco dove si affollano i serpenti paglia e altro materiale infiammabile, e gli danno fuoco. Quando l'incendio si spegne, raccolgono i serpenti con dei forconi e formano con essi dei mucchi come si fa per la paglia; poi raccolgono i pepe essiccato al fuoco. |

Fonte miracolosa. Nel regno del Prete Gianni vi è anche una fonte miracolosa dalle diverse proprietà: scorre non lontano dal paradiso terrestre e chi ne beve le acque potrà sentire in essa un sapore diverso per ogni ora del giorno e della notte; guarisce chi beve da essa da ogni malattia e, se anziano, lo fa ringiovanire fino all'età di trentadue anni;
Pietre miracolose. Vi si trovano anche pietre portate lì dalle aquile, e che hanno il potere di ridare la vista e la giovinezza; inoltre queste pietre possono rendere invisibile ed estinguere cattive passioni come l'odio, l'ira, l'invidia.
| L'isola della manna e i draghi |
| --- |
| La manna. Nelle estreme parti meridionali vi è un'immensa isola disabitata nella quale Dio tutto l'anno, due volte la settimana fa piovere la manna, e i popoli circostanti si cibano solo di essa, senza coltivare in alcun modo la terra. La manna è la stessa che mangiarono gli ebrei uscendo dall’Egitto. Caratteri dei popoli. Queste popolazioni non conoscono altre donne se non le proprie mogli. Non provano né invidia né odio, non litigano, come unico superiore hanno gli ambasciatori del Prete Gianni al quale pagano come tributo ogni anno cinquanta elefanti e altrettanti ippopotami carichi di pietre preziose. Longevità. Chi si nutre della manna vive cinquecento anni: ogni cento anni ringiovaniscono bevendo da una fonte che sta lì vicino fino all'età di trent'anni, e così per cinque volte. Il culto dei Morti. Passati i cinquecento anni, muoiono, e non vengono seppelliti, ma portati nell'isola dove piove la manna e appesi ad alberi. La loro carne non si corrompe in alcun modo, e resterà come viva fino al giorno del giudizio, quando la terra si aprirà e ingoierà tutti i corpi che, dopo essere divenuti terra, risorgeranno per essere giudicati. |
| La caverna dei draghi. Verso settentrione vi è un luogo pieno di caverne difficilissime da percorrere per l'uomo abitate dai draghi. Gli abitanti delle zone circostanti le custodiscono con cura in modo che nessuno possa giungere là e sottrarre i draghi. Domesticazione dei draghi. Le popolazioni limitrofe addomesticano i draghi fino a farli diventare mansueti come cagnolini, e poi li cavalcano come cavalli. Tributi al Prete Gianni. Ogni anno questi popoli pagano come tributo al Prete Gianni cento di quei draghi, e cento domatori. Là vengono usati come messaggeri e volano per tutte le parti del regno. |

Il mare sabbioso.  Tra le molte meraviglie vi è anche un mare sabbioso, che si gonfia di onde come il mare, ma è fatto di sabbia. Esso non può essere attraversato con navi, e benché non vi sia acqua, abbonda di ogni genere di pesci.
Il fiume di Pietre.  In questo mare arenoso si riversa un fiume che a sua volta non è costituito di acqua, ma di pietre preziose: esso scorre tre giorni la settimana, e gli altri quattro resta fermo, le pietre scompaiono, e diventa attraversabile.
| La pietra miracolosa |
| --- |
| La pietra miracolosa. Tra il mare arenoso e i monti vi è una pianura dove si trova una pietra dalle virtù terapeutiche: essa guarisce i cristiani o chi ha la ferma intenzione di farsi cristiano, ed ha la forma di una vasca in cui può entrare un uomo. Chi vuole guarire viene prima interrogato dagli anziani che stanno a custodia di questa vasca; dopo essersi confessati e spogliati, vi entrano e, se hanno detto il vero, l'acqua inizia a crescere fino a coprirli, e poi decresce, per tre volte, dopo di che ogni malattia guarisce. |

Il fiume sotterraneo. In quella stessa terra scorre un fiume sotterraneo. Talvolta la terra si apre, ed è possibile accedervi per poco tempo prima che la terra si richiuda, e si possono portare fuori pietre preziose. Questo fiume sfocia in un fiume più grande nel quale i sudditi si immergono per trarne una grande quantità di pietre preziose. Una volta estratte, le pietre vengono presentate in primo luogo al Prete Gianni che, se lo ritiene, le acquista alla metà del loro valore, altrimenti chi le ha raccolte è libero di venderle. In quella terra vengono anche allevati dei bambini in acqua in modo che sia facile per loro rimanere a lungo sott'acqua per estrarre le pietre.
Le dieci tribù di Israele. Oltre questo fiume vivono le dieci tribù di Israele, ciascuna con il proprio Re, ma che rendono tutte il tributo al Prete Gianni.
Le Salamandre. In un'altra provincia cresce una specie di vermi chiamati Salamandre: essi non vivono se non nel fuoco, e per resistere alle fiamme producono una pellicola come quella dei bachi da seta. Gli uomini di quella regione estraggono la pellicola e la lavorano per formare con essa degli abiti da donare al Prete Gianni. Questi abiti non possono essere lavati se non nel fuoco.
Altre ricchezze. Il regno del Prete Gianni abbonda in oro, argento, pietre preziose, elefanti, dromedari, cammelli. Tutti i pellegrini che vengono da fuori trovano in esso grande ospitalità. Non vi sono poveri nel regno del Prete Gianni, né ladri, né adulatori, né avari. Non vi sono divisioni tra le persone, e ci sono pochissimi cavalli, e molto deboli, poiché non ci sono guerre.
| Le dieci pietre magiche |
| --- |
| Tra le mille meraviglie, nel regno del Prete Gianni vi sono cinque piccole pietre dalle virtù incredibili: la prima, posta all'aria aperta produce in un intorno di dieci miglia di raggio un freddo che nessun uomo può tollerare senza ammalarsi immediatamente; la seconda invece produce allo stesso modo un caldo che nessuno può sopportare senza bruciarsi ed essere ridotto in cenere; la terza invece è in grado di modificare le asperità del clima e creare una temperatura mite sicché estate torrida e inverno rigido non possano nuocere a nessuno; la quarta, se posta all'aria aperta di notte, sempre in un raggio di dieci miglia, produce una luce tale che nessun oggetto possa sfuggire allo sguardo umano; la quinta invece produce un'oscurità tale che nulla nel raggio di dieci miglia può essere visto. Vi sono anche altre cinque pietre, tre delle quali consacrate, e due non consacrate. La prima delle pietre non consacrate trasforma l'acqua in latte; la seconda l'acqua in vino. La prima delle pietre consacrate attira i pesci; la seconda attira le bestie; la terza produce un fuoco molto potente. |

In guerra. In caso di guerra, il Prete Gianni va incontro ai nemici con tredici carri sui quali, al posto dei vessilli, ci sono altrettante croci, e seguiti da diecimila soldati e centomila fanti. Davanti al Prete Gianni ci sono degli oggetti simbolici: una croce semplice, senza ornamenti, in ricordo della passione di Gesù Cristo; un vaso contenente terra, per ricordarsi la propria origine; un altro vaso pieno d'oro, per ricordare le enormi ricchezze del suo regno.
La menzogna. Nel regno del Prete Gianni nessuno mente, e se qualcuno dice una menzogna viene considerato dagli altri come morto, e non viene fatta menzione di lui in alcun modo. Tutti seguono la verità, e non regna alcun vizio.
Popoli sottomessi al Prete Gianni. Ogni anno il Prete Gianni va in pellegrinaggio alla tomba di San Daniele profeta. Nel suo regno si trovano pesci dal cui sangue si tinge la porpora. Vi sono molti mezzi di difesa, e sottoposti al dominio del Prete Gianni vi sono anche le Amazzoni e i Bragmani.
| Le Amazzoni e i Bragmani |
| --- |
| La terra delle Amazzoni. Le Amazzoni vivono in una terra completamente circondata da un fiume che non ha principio né fine, come un anello senza gemma. In questo fiume ci sono pesci dalle caratteristiche straordinarie: oltre a quelli che vengono pescati con estrema facilità per essere mangiati, ci sono pesci in tutto simili a destrieri che vengono cavalcati dalle Amazzoni; altri sono simili ad asini, altri simili a buoi che lavorano, arano e seminano; altri sono come cani, velocissimi nella corsa e nella caccia. I mariti della Amazzoni. I mariti della Amazzoni non vivono con loro, ma al di là del fiume, e non è loro in alcun modo consentito attraversarlo, pena la morte. Sono le donne a raggiungere i mariti saltuariamente, e risiedono presso di loro per quindici giorni. I figli. Quando nascono figli maschi, vengono nutriti dalle madri fino all'età di sette anni e poi rimandati dai padri; se nascono figlie femmine invece restano presso le Amazzoni. Abilità in guerra. Le Amazzoni sono abilissime nella guerra. Possiedono armi d'argento, come d'argento è ogni altro attrezzo da lavoro, dal momento che nella loro terra non vi è altro metallo. Possiedono anche cavalli di terra (non pesci) che cavalcano rapidissimamente. Le Amazzoni corrono talmente veloci che sono in grado di scagliare una freccia e riprenderla prima che essa tocchi terra. Quando necessario, il Prete Gianni si serve delle Amazzoni in guerra. |
| I Bragmani. I Bragmani invece sono una popolazione di uomini che conducono una vita semplice e virtuosa. Non chiedono nulla di più dello stretto necessario per vivere; si accordano su ogni cosa e sopportano tutto: sono come santi. La loro santità è sostenuta con preghiere da tutti i sudditi, affinché il diavolo non la turbi. Essi non devono al Prete Gianni nessun tributo, poiché sono sufficienti le loro preghiere. |

Il palazzo. Il palazzo del Prete Gianni è in tutto simile a quello che l'apostolo Tommaso fece costruire per Gundoforo. Soffitti, travi e architravi sono di legno di Cipro; la copertura è di ebano, in modo che non possa bruciare. Alle estremità si trova dell'oro che possa fare luce di giorno, e dei carbonchi che facciano luce di notte. Nelle porte vi sono dei corni di cerasta, in modo che nessuno vi possa entrare con del veleno. Davanti al palazzo c'è una grande piazza dove si celebrano i trionfi a seguito di vittorie in guerra: il pavimento è in onice, perché gli animi dei soldati siano stimolati alla guerra.
Le camere interne. Le luci sono tutte alimentate dal balsamo. Tutte le superfici sono ornate con pietre: se vi è dell'onice, che provoca l'ira, intorno vi sono dei cornìoli, che la mitigano. Nel letto vi è lo zaffiro che induce la castità. Le donne si congiungono agli uomini solo quattro volte l'anno, e solo al fine di procreare.
La corte. Ogni giorno alla corte del Prete Gianni mangiano trentamila uomini, e ognuno riceve un dono da parte del sovrano. Le gambe dei tavoli sono di smeraldo e ametista, in modo che nessuno dei commensali possa ubriacarsi.
Lo specchio. Nella piazza antistante è collocato un enorme specchio, al quale si ascende tramite centoventicinque gradini di porfido rosso. Lo specchio poggia su di un complicato sistema di colonne e consente a chi vi guarda di poter scorgere con estrema chiarezza tutto ciò che avviene all'interno del regno, e vedere cospirazioni e congiure ai danni del sovrano. È custodito da dodici vegliardi affinché non possa essere rotto.
Il secondo palazzo. Esiste anche un secondo palazzo fatto costruire dal padre del Prete Gianni, Quasidio, che aveva ricevuto l'ordine della sua costruzione in sogno. Chiunque entrerà in questo palazzo, non soffrirà né fame né malattia, né morte.
La fonte. All'interno di questo palazzo vi è una fonte le cui acque assumono qualunque tipo di sapore voglia sentire chi le beve, e produce ogni tipo di profumo. Inoltre, chi avrà bevuto dall'acqua di questa fonte secondo un preciso rituale, non morirà per lungo tempo, ed avrà cognizione del giorno della propria morte.
Il titolo di Re-Prete. Il Prete Gianni, anche se sa di essere il più potente sovrano del mondo, per umiltà, non vuole per sé altro titolo se non quello di Presbyter e Rex, anche se sa che all'interno del suo regno vi sono uomini che portano lo stesso titolo.
Congedo. Il Prete Gianni potrebbe continuare ad enumerare le infinite ricchezze del suo regno, ma si ferma qui, rivolgendosi al suo destinatario: se egli può enumerare le stelle del cielo e la sabbia del mare, allora può misurare i suoi domini e la sua potenza.